# Ludwig Wellhausen

Ludwig Wellhausen

Ludwig Konrad Gustav Wellhausen (* 3. Oktober 1884 in Hannover; † 4. Januar 1940 im KZ Sachsenhausen) war ein deutscher Politiker (SPD), Gegner des Nationalsozialismus und Widerstandskämpfer, von Beruf Maschinenbauer und patentierter Seemaschinist.

## Familie, Ausbildung und Beruf
Ludwig Wellhausen wurde am 3. Oktober 1884 als Sohn von Carl Ernst Wellhausen und Agnes Susanne Luise Mannweiler geboren. Sein Vater war Drechslermeister. Er hatte aus der ersten Ehe bereits drei Kinder, in der zweiten Ehe wurden neben Ludwig Wellhausen fünf weitere Kinder geboren. Ludwig Wellhausen verlebte seine Kindheit und Jugend in Hannover, besuchte hier auch neun Jahre die Oberrealschule und lernte ab 1900 in der Eisenbahnwerkstätte in Leinhausen bei Hannover Maschinenbauer. Von 1902 bis 1911 fuhr er als Maschinenassistent und später als patentierter Seemaschinist (Patente I. und II. Klasse) auf Handelsschiffen zur See. 1911 heiratete er und arbeitete anschließend bis 1914 als Maschinenmeister in einem Elektrizitätswerk in Hamburg. Es ist anzunehmen, dass er während dieser Zeit auch in die SPD eintrat. 1915 wurde er zum Kriegsdienst eingezogen und reparierte in der Folgezeit in Kiel, Konstantinopel und später in Sewastopol U-Boote für die Kaiserliche Marine. Nach Kriegsende kehrte er nach Hamburg zurück und fand 1919 eine Anstellung als Werkmeister im Hamburger Hafen bei der Norderwerft, bei der er auch im Betriebsrat war.
1923 ließ er sich von seiner ersten Frau Helene geb. Kuchendorf scheiden, mit der er zwei Töchter hatte, und heiratete Margarethe Scheidemann (1893–1985). Mit ihr bekam er drei weitere Kinder: Lieselotte (1924–2012), Wolfgang (1925–1926) und Hans (1927–2001). Seit 1924 war Ludwig Wellhausen als Werkmeister bei der Chemischen Fabrik Stoltzenberg beschäftigt, die in Umgehung der Bestimmungen des Versailler Vertrags Giftgas in der Sowjetunion produzierte und in Zusammenarbeit mit der Reichswehr für den Chemiewaffeneinsatz im Rifkrieg von 1923 bis 1926 nach Spanien exportierte. 1926 verbrachte er fünf Monate in der UdSSR, wo er den Aufbau und die Inbetriebnahme einer Fabrikationsanlage zur Herstellung und Lagerung von Gas (für landwirtschaftliche Zwecke) beaufsichtigte.

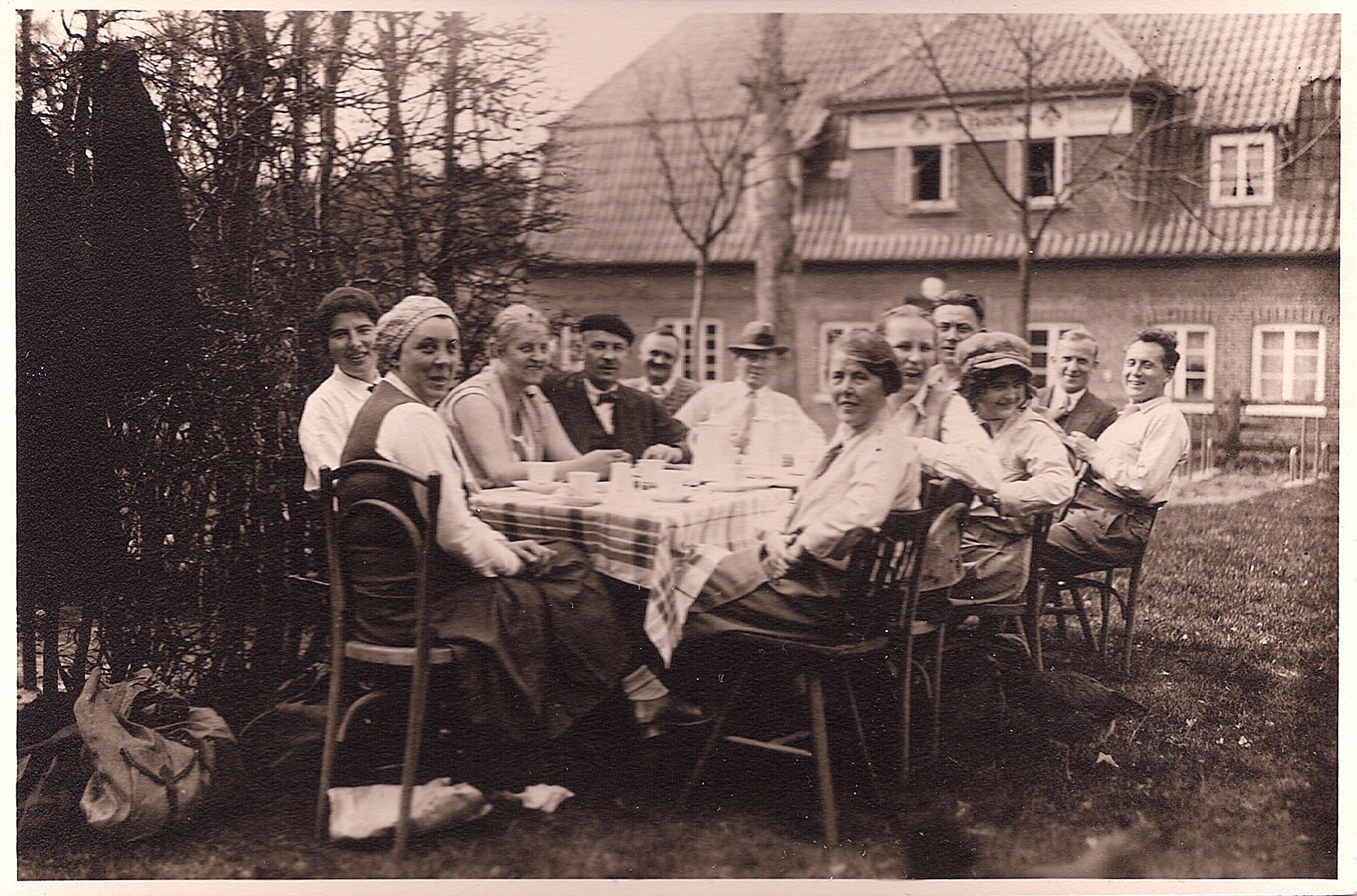
Mitglieder der SPD-Bürgerschaftsfraktion und des Hamburger Parteivorstands mit Ehefrauen, 1928 oder 1929. Hintere Reihe v.l.: Frau Mette, Grete Wellhausen, Heinrich Eisenbarth, Ludwig Wellhausen, Claus Umland, Hans Podeyn, Dr. Mette, Karl Meitmann, Else Meitmann, Frau Podeyn, Frau Umland, NN

Flugblatt zur Reichstagswahl am 31. Juli 1932 an die jüdischen Mitbürger

## Gewerkschaftliche und sozialdemokratische Tätigkeit in Hamburg
Ludwig Wellhausen war in den frühen 1920er Jahren Leiter der Hamburger Organisation des freigewerkschaftlichen – der SPD nahestehenden – Werkmeisterverbands. 1926 übernahm er das Amt des Parteisekretärs der Hamburger SPD und war für die Organisation der Parteiarbeit in Hamburg, für die übergreifende Schulung von Parteimitgliedern und Jungsozialisten, die Tätigkeit der Bezirksparteischule auf Helgoland sowie für Kundgebungen und die Organisation der großen Massendemonstrationen 1931 bis 1933 in Hamburg verantwortlich. Ludwig Wellhausen hielt zahlreiche Vorträge und veröffentlichte in Zeitungen.

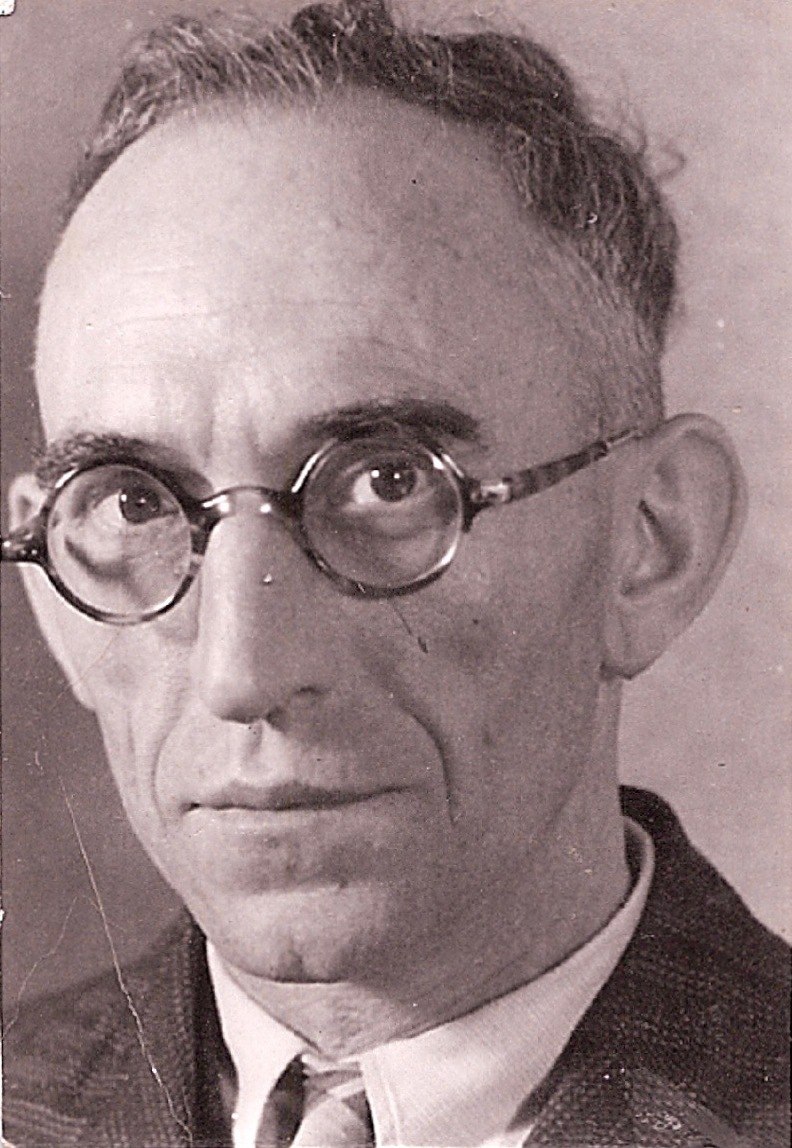
Werner Bruschke

## Sozialdemokratische Tätigkeit und Widerstand in Magdeburg

Letztes Lebenszeichen vom 24. Dezember 1939

Am 13. Januar 1933 wurde Ludwig Wellhausen in Magdeburg zum Bezirkssekretär der SPD für den Bezirk Magdeburg-Anhalt gewählt. Im April folgte ihm seine Familie nach. Er wohnte mit seiner Familie im Quittenweg 2 in der Magdeburger Gartenstadt Reform. Auf einer Sitzung in Berlin wurde Ludwig Wellhausen, einen Tag vor dem SPD-Verbot am 22. Juni 1933, in den Vorstands-Beirat sowie in ein Gremium von fünf „Vormännern“, eine Art illegaler SPD-Leitung, gewählt. Sie sollte im Falle der Verhaftung des amtierenden Vorstandes die Arbeit im Reich leiten. In mehreren Vorstands-Sitzungen im Frühjahr 1933 hatten sich die Beteiligten nicht einigen können, ob eine eventuell eingeschränkte Existenz der SPD wahrscheinlich sei; andere befürworteten eine gut organisierte Untergrundtätigkeit, um, so Ludwig Wellhausen, die sozialdemokratischen Ideen und Pläne in den Köpfen der Genossen zu erhalten. Nach der Machtübernahme der Nationalsozialisten und der Auflösung der SPD ging ein Teil des SPD-Präsidiums, zu dem auch die Magdeburger Erich Ollenhauer und Siegmund Crummenerl gehörten, nach Prag ins Exil. Ludwig Wellhausen blieb in Magdeburg und begann, in der Illegalität zu arbeiten. Gemeinsam mit den Mitgliedern der SPD-Bezirksleitung Magdeburg-Anhalt, Werner Bruschke, zuständig für Finanzen, Bildung und Kommunales, und Ernst Lehmann, zuständig für die Jugend, stimmte er darin überein, dass die Nationalsozialisten eine große Gefahr für die Demokratie darstellten. Eine zügige Vorbereitung der Partei, gleich nach den Reichstagswahlen am 5. März 1933, auf die Arbeit in der Illegalität erschien ihnen deshalb dringend notwendig. Werner Bruschke hatte dies durch zwei Arten von Buchführung, nach denen offiziell keine Parteimitglieder mehr über Post- und Geldverkehr aufspürbar sein konnten, eingeleitet. Wellhausen, Bruschke und Lehmann waren der Ansicht, dass zur Erhaltung eines sozialdemokratischen Kontaktnetzes auch unter illegalen und gefährlichen Bedingungen regelmäßiger Kontakt und Informationsaustausch notwendig sei. 

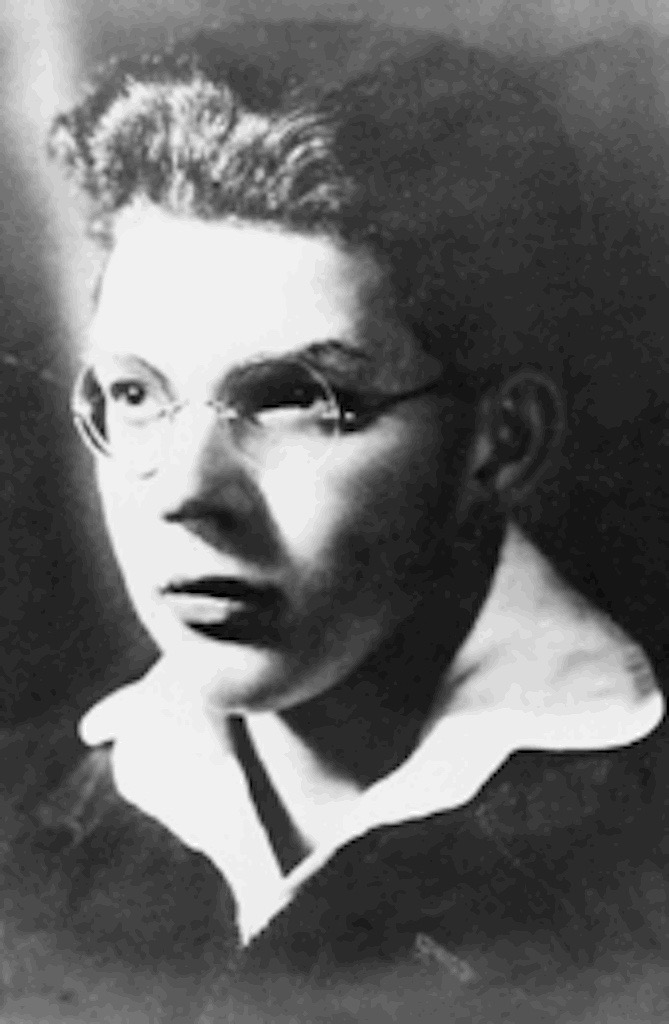
Ernst Lehmann

Obwohl sie sehr darauf bedacht waren, keine riskanten Verbindungen zu ehemaligen Genossinnen oder Genossen aufrechtzuerhalten, versuchten sie dennoch, so viele bisherige Gruppierungen wie möglich einzubeziehen und mit Schriftmaterial zu beliefern. Der Forschung der Historikerin Beatrix Herlemann über die SPD Magdeburg und die Tätigkeit der drei Sozialdemokraten zufolge war die Gruppierung eine der erfolgreichsten SPD-Widerstandsorganisationen im Deutschen Reich. In den sechs Jahren, seit dem Machtantritt der Faschisten bis 1939, haben Ludwig Wellhausen, Werner Bruschke und Ernst Lehmann ein weit gespanntes Informationsnetz unterhalten, das sich in ihrem einstigen Parteibezirk Magdeburg-Anhalt von der Altmark bis zum Vorharz erstreckte, mit etwa fünfzig Orten wie Stendal, Burg, Dessau, Köthen, Staßfurt, Halberstadt, Aschersleben, Wernigerode und Thale. Die ab Juni 1933 vom SPD-Exilvorstand in Prag hergestellte und heimlich in Koffern versandte SPD-Zeitung Neuer Vorwärts, die in einer Gesamtauflage von 14.000 Exemplaren erschien, wurde verteilt und als Diskussionsgrundlage genutzt. Über den Schleichweg Tetschen-Bodenbach – Prag organisierte die Gruppe, dass die Zeitung per Express nach Magdeburg an Deckadressen geschickt wurde. Jedoch hielt Werner Bruschke die Zeitung mit ihren aktuellen tagespolitischen Meldungen wegen der zu späten Auslieferung für unbrauchbar. Überdies war der Versand per Bahn oder Post gefährlich, denn ängstliche Empfänger, darunter sogar SPD-Mitglieder, hatten bei der Polizei Anzeige erstattet.

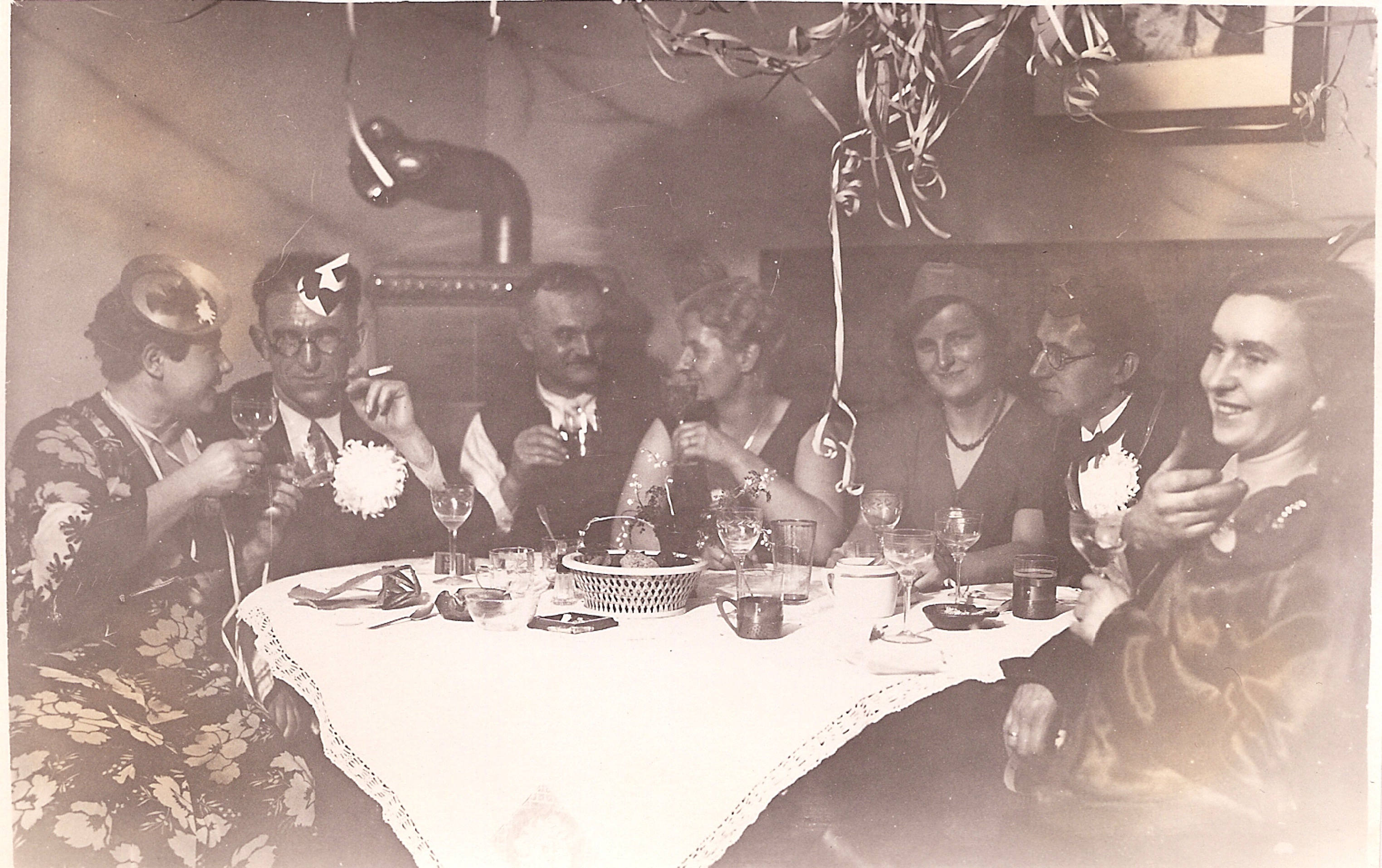
Silvester 1934, von links nach rechts Trudi (Gertrud) Bruschke, Werner Bruschke, Ludwig Wellhausen, Margarethe Wellhausen, Helene Meisterfeld, Alfred Meisterfeld, NN, dahinter verdeckt Ernst Lehmann, in einem der Wohnzimmer der Siedlung Reform in Magdeburg, in der Bruschkes und Wellhausens lebten

Zu Beginn der illegalen Tätigkeit, Anfang bis Mitte 1933, trafen sich Ludwig Wellhausen, Werner Bruschke sowie die ehemaligen Volksstimme-Redakteure Albert Pauli und Alfred Meisterfeld, im Café CK zur Planung. Die Kinder, Hertha Pauli und ihre Schwester, Lieselotte und Hans Wellhausen, alle damals zwischen 6 und 11 Jahre alt, waren dabei und spielten miteinander, so dass es wie ein Familienausflug wirken musste. Als dann Albert Pauli und seine Frau Ilse 1933 für etwa vier Wochen verhaftet und sehr grausam gequält wurden, traf sich die Gruppe konspirativ, oft in einem Siedlungshäuschen bei Franz Lange im westlichen Stadtfeld. Lange war während der Weimarer Republik Geschäftsführer des Bauarbeiterverbandes und Wohnungsverwalter der Magdeburger Bauhütte. Er hatte wichtige Kontakte zu der den Aufbau von Gewerkschaften nach der Befreiung planenden Leuschner-Gruppe und somit zum in- und ausländischen Widerstand.
Daneben versorgten Wellhausen, Bruschke und Lehmann Familienangehörige von durch Verfolgung und Verhaftung in Not geratenen Genossen mit Magdeburger SPD-Geldern (kurz vor dem Übergriff der SA auf das Bezirksbüro hatte Bruschke 40.000 Reichsmark gerettet und das Geld in seinem Garten vergraben). Ludwig Wellhausen verhalf überdies im Oktober 1938 dem ehemaligen Leiter des Magdeburger Gesundheitsamtes Dr. Walter Landau, der jüdischer Abstammung war, sowie seiner Familie zur Flucht.
Vor allem war der Widerstandsgruppe die programmatische Diskussion wichtig. Die Gruppe musste allerdings Kontakte zu bekannten Persönlichkeiten des öffentlichen Lebens vermeiden, um die neu aufgebauten Netze nicht zu gefährden. Besonders schwer war dies offenbar im Fall von Ernst Reuter, Magdeburgs Oberbürgermeister, einem Freund der Familie. Da dieser unbeirrbar den offenen Kontakt zu den Bürgern suchte, war er der Gestapo ein besonderer Dorn im Auge. Bis 1934 wurde er dreimal verhaftet und emigrierte dann nach langem Zureden seiner politischen Freunde über die Niederlande und London nach Ankara.
Nach einer Zeit der Arbeitslosigkeit fand Ludwig Wellhausen von 1934 bis 1938 Arbeit bei der Maschinenfabrik Buckau R. Wolf in Magdeburg als Monteur und Reparatur-Schlosser. Durch Auslandsreisen als Monteur soll er Verbindung zum SPD-Parteivorstand in Prag gehabt haben. Vor einigen Montagereisen in die Türkei und vor allem 1937 nach Finnland wurde ihm geraten, dort zu bleiben, was für ihn aber nicht in Frage kam, da er seine Familie und die Genossen der Widerstandsgruppe nicht im Stich lassen wollte.

Den Kontakt zum in Prag angesiedelten Parteivorstand, der Sopade, brach die Gruppe ab Januar 1934 vollständig ab. Werner Bruschke und Ernst Lehmann wurden wiederholt verhaftet und vernommen; sie waren ins Visier der Gestapo geraten durch die Verhaftung der SAJ-Leitung in Berlin, die in grausamen Folterverhören ihre Kontaktleute in Magdeburg und anderen Orten angegeben hatten. Dabei half ihnen, dass ein Magdeburger Polizeiangehöriger vormals Mitglied der SPD gewesen war: er verließ einmal den Verhörraum mit der aufgeschlagenen Akte, so dass Werner Bruschke einen Blick hineinwerfen konnte und sie sich daraufhin untereinander absprechen konnten. Die Gruppe bediente sich von nun an eigener Flugblätter und vertrieb den Pressespiegel Blick in die Zeit. Diese ungewöhnliche Zeitschrift stellte vom Propagandaministerium geduldete in- und ausländische Zeitungsberichte sowie Literaturzitate so zusammen, dass politisch interessierte Menschen, die zwischen den Zeilen lesen konnten, einen sehr guten Einblick in das tatsächliche Weltgeschehen bekamen. Der Pressespiegel wurde in Berlin produziert und hatte deutschlandweit eine sehr große Verbreitung (Auflage von 100.000, vermutete 500.000 Leser und Leserinnen durch Weitergabe in den Lese- und Diskussionszirkeln).

Letztes Lebenszeichen vom 24. Dezember 1939

Brief des Leiters der KZ-Verwaltung Sachsenhausen vom 1. März 1940

 Schriftleiter war der ehemalige Redakteur der Schleswig-Holsteinischen Volkszeitung, Andreas Gayk. Der Vertrieb wurde über das Netz der Reichsarbeitsgemeinschaft der Kinderfreunde durch deren Sekretär Hans Weinberger, sowie mittels eines ehemaligen ADGB-Angestellten über die Kontakte zu früheren sozialdemokratischen und gewerkschaftlichen Buchhandlungen organisiert. In den ersten Monaten wurden alle verfügbaren, oft höhnischen Meldungen über den Verbleib verfolgter Parteigenossen und -genossinnen abgedruckt. Später wurden Widerstandsformen und Fluchtwege, geschmuggelte Tarnschriften und immer noch stattfindende Fahrten der marxistischen Jugendgruppen auf diese spezielle Art genannt. Aber auch ausländische Ächtungen des „neuen Deutschland“ oder recht misslungene Ergüsse deren eigener Vertreter sowie Korruptionsfälle von NS-Größen wurden in dem Blatt zitiert. Dementsprechend waren die Diskussionen anhand dieser Zeitschrift auch besonders fruchtbar. Die Verteiler liefen überdies nicht Gefahr, belangt zu werden, da der Pressespiegel, bis August 1935, legal war. So musste beispielsweise der zur Widerstandsgruppe gehörende Willi Wegener in Oebisfelde nach sechsstündigem Verhör wieder freigelassen werden, weil bei ihm nur Blick in die Zeit-Blätter gefunden werden konnten. Ludwig Wellhausen vertrieb Blick in die Zeit zusammen mit Werner Bruschke über seine Waschmaschinenvertretung, die er gegründet hatte, nachdem sich das Tabakgeschäft von Werner Bruschke am Neustädter Bahnhof in Magdeburg, mit strategisch freiem Blick in alle Richtungen, als zu unsicher erwiesen hatte. Viele Verteiler und Verteilerinnen „tarnten“ ihre illegalen Gänge mit Lebensmittel-Verkauf, durch die wegen vorheriger Gewerkschafts- oder SPD-Tätigkeit erzwungene Arbeitslosigkeit oft die einzige Möglichkeit, die Familie zu ernähren. Flugblätter druckte Werner Bruschke in der Gaststätte eines befreundeten Genossen in Sudenburg auf zwei Abzugsmaschinen. Als dessen Frau allerdings diese „Druckerei“ ablehnte, half eine ehemalige Tennispartnerin. In der Autoreparaturwerkstatt ihres Vaters in Puppendorf an der Berliner Chaussee brachte Bruschke die Maschinen unter, die nie von der Gestapo gefunden wurden.

## Haft, Konzentrationslager und Tod
Ludwig Wellhausen, offensichtlich der Gestapo zunächst unbekannt, wurde am 12. Januar 1939 gemeinsam mit weiteren 19 Genossen und Genossinnen aus Magdeburg und Umgebung verhaftet, in sogenannte Schutzhaft genommen und sofort schwer misshandelt. Bis zum 9. August 1939 war er Häftling im Polizeigefängnis Magdeburg, obwohl sich der Untersuchungsrichter bereits im April 1939 geweigert hatte, einen Haftbefehl auszustellen. Am 9. August 1939 wurde Wellhausen ohne Gerichtsverfahren wegen des „Verdachtes auf Hochverrat“ ins KZ Sachsenhausen überführt. Im Winter 1939/40 herrschten häufig sehr hohe Minusgrade. Dies führte zu einer hohen Sterblichkeitsrate unter den entkräfteten KZ-Häftlingen. Auch Margarethe Wellhausen hat erfahren müssen, wie unmenschlich man mit den Angehörigen umging. Trotz mehrmaligen Nachhakens wurde ihr die angebliche Todesursache (Asthma) erst am 1. März 1940 mitgeteilt. Ludwig Wellhausen war am 4. Januar 1940 verstorben.

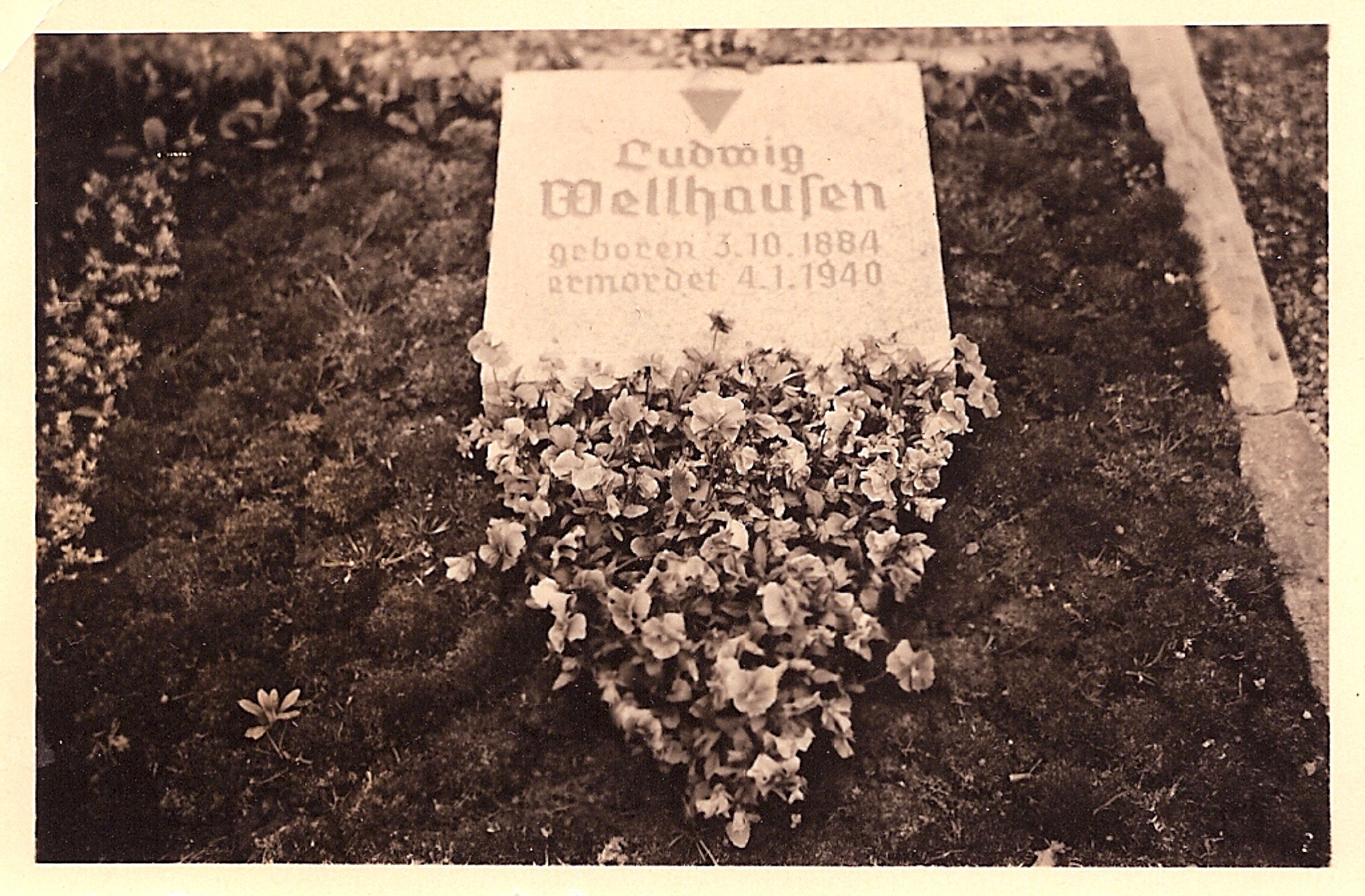
Der Stein für Ludwig Wellhausen in der rund 740 gleiche Grabplatten umfassenden Gedenkstätte für die Opfer des Nationalsozialismus auf dem Magdeburger Westfriedhof

## Ehrungen

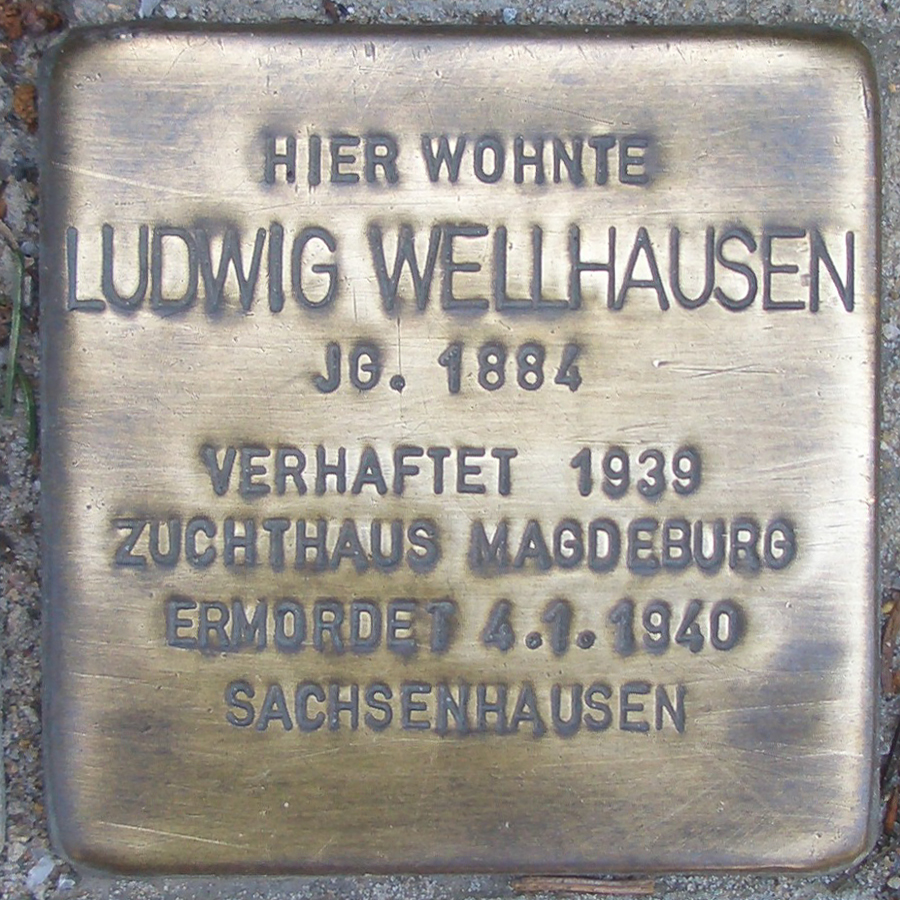
Stolperstein vor Wellhausens Wohnhaus in Hamburg-Fuhlsbüttel

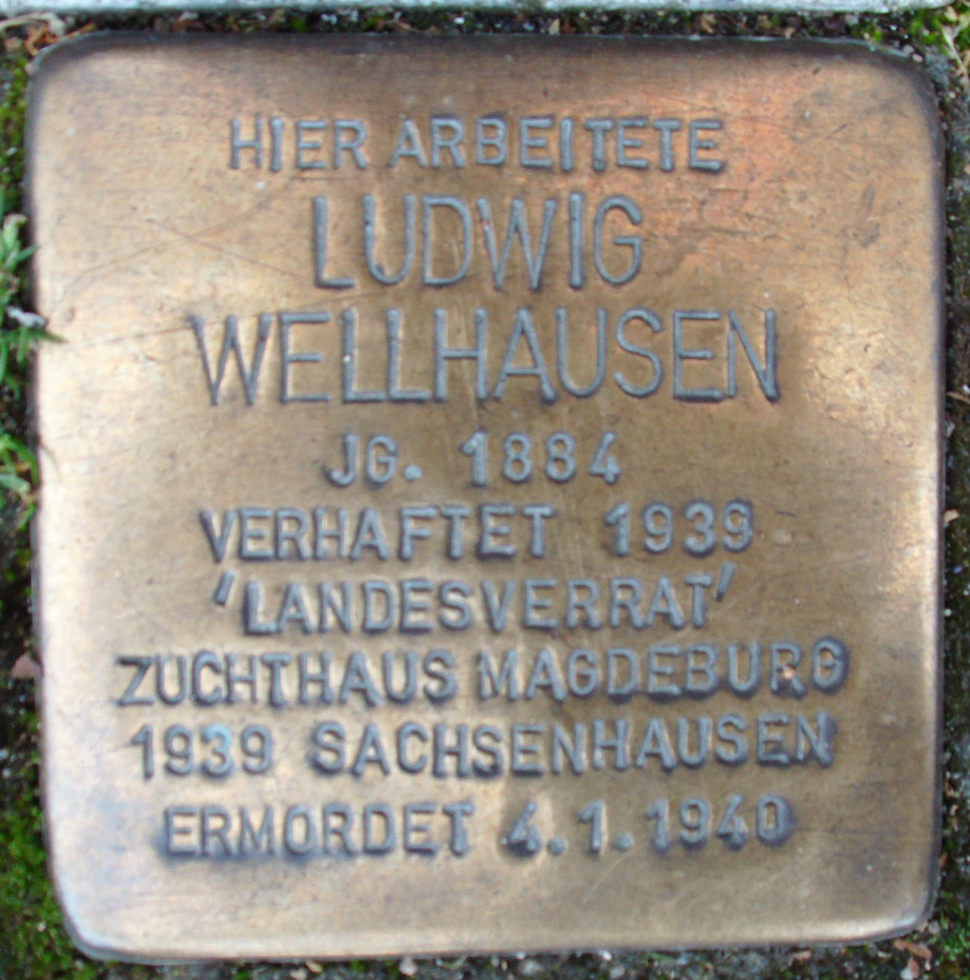
Stolperstein vor dem Kurt-Schumacher-Haus, Hamburg

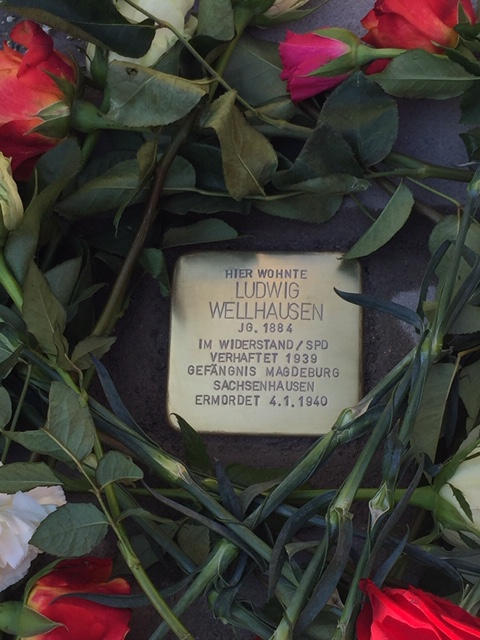
Stolperstein vor Wellhausens Wohnhaus in Magdeburg

- Sein Name ist auf dem Mahnmal für die Magdeburger Widerstandskämpfer verzeichnet.
- Auf dem Magdeburger Westfriedhof liegt ein Gedenkstein für ihn.
- Auf der Familiengrabstätte in Ohlsdorf liegt ein Grabstein für ihn.

Es gibt drei Stolpersteine (eine inzwischen weit umspannende Idee des Künstlers Gunter Demnig) für ihn:
- Vor dem Wohnhaus der Familie im Olendörp in Hamburg-Fuhlsbüttel wurde am 24. Februar 2009 ein Stolperstein verlegt.[60]
- Am 1. März 2010 gab es eine Gedenkveranstaltung anlässlich der Verlegung eines Stolpersteins im Dezember 2009 vor der SPD-Zentrale im Kurt-Schumacher-Haus in Hamburg.[61]
- In Magdeburg wurde am 16. April 2019 vor dem damaligen Wohnhaus der Familie ein Stolperstein verlegt.[62][63]